# ایست کربن (یوتا)
ایست کربن (به انگلیسی: East Carbon) شهری در ایالت یوتا در کشور ایالات متحده آمریکا است که جمعیت آن در سرشماری سال ۲۰۱۰ میلادی، ۱٬۳۰۱ نفر بوده‌است.